# Kamopanorpa lata
Kamopanorpa lata is een fossiele soort schietmot uit de familie Microptysmatidae.